# Orgoroso
Orgoroso es una localidad situada en el departamento de Paysandú, Uruguay. Forma parte del municipio de Piedras Coloradas.

## Geografía
La localidad está ubicada al suroeste del departamento, sobre la cuchilla del Rabón, al sur de la ruta 90, en las cercanías de los arroyos Sarandí y Sarandizal. Unos 55 km la separan de la capital departamental, Paysandú.

## Población
Según el censo de 2011, la localidad cuenta con una población de 583 habitantes.
| 441           | 516 | 583 |
| (Fuente: INE) |     |     |